# Nyctemera inconstans
Nyctemera inconstans là một loài bướm đêm thuộc phân họ Arctiinae, họ Erebidae.